# 嘘、ときどき微熱
『嘘、ときどき微熱』（うそ、ときどきびねつ）は、北川みゆきによる日本の漫画作品。『姉系プチコミック』（小学館）第5号（2011年10月号増刊）から第16号（2014年7月号増刊）まで連載され、『プチコミック』本誌2013年6月号に番外編が掲載された。単行本全3巻。

## あらすじ
総合病院で心理カウンセラーとして働く30歳の釘宮涼子は、医師ではないからという理由で夫の両親から認められず離婚した過去が原因で、新たな恋愛に臆病になっていた。涼子はある日、海外研修を終えて帰ってきた新任の内科医・吉乃と知り合う。人の悩みばかり聞いて、自分の悩みは誰に聞いてもらうのかと吉乃に尋ねられ、今までにない感情を抱くが、吉乃が元夫の弟だったことが判明し、騙されていたのだと深く傷つく。だが後日、吉乃から自分は兄より先に涼子を好きだったと告白され、真っ直ぐに思いをぶつけてくる吉乃に、自分も一歩踏み出そうと涼子は勇気を出す。離婚で傷つき、溜まっていた思いを吐き出させ、救ってくれたのは、元夫の弟。しかし、自分の中のモラルが「元・義弟との交際」を躊躇わせる。

## 登場人物
釘宮 涼子（くぎみや りょうこ）
神保総合病院の心理カウンセラー。バツイチ。30歳。肉が好き。
幼い頃から相談事を持ちかけられることが多く、話を聞いて相手が少しでも楽になるならと心理カウンセラーを志し、この仕事に誇りを持っている。医師ではないため、「先生」と呼ばれることを嫌い、「釘宮さん」と呼んでもらえるよう何度でも訂正する。
元夫が義両親に職業を心療内科医だと伝えていたが嘘がバレ、代々医師の家系である高橋家の嫁として相応しくないと断じられ、結婚からわずか1年で離婚した。
高橋 吉乃（たかはし よしの）
神保総合病院の内科医。28歳。穏やかな笑顔と柔らかな物腰で、患者からも同僚からも人気がある。研修医時代に涼子に一目惚れしたものの、知り合う機会がないまま、兄と涼子が結婚してしまった。2人の挙式は海外研修を理由に欠席したため、涼子とは顔を合わせていなかった。
高橋 薫（たかはし かおる）
吉乃の兄、涼子の元夫。両親に涼子の職業を偽って伝えていたため、嫁として認められず、医師である希美と両親公認のもと浮気した。
森 希美（もり のぞみ）
薫の浮気相手（後に婚約者）。K病院の小児科医。
釘宮 悦子（くぎみや えつこ）
涼子の母。マナー講師。涼子が幼い頃から涼子の友達や担任教師に厳しくマナー指導をしたため、涼子にはあまり友達ができなかった。
椎名 綾子（しいな りょうこ）
吉乃の海外研修時代の恋人。吉乃は涼子のことを忘れるために付き合い、決して彼女を名前で呼ばなかった。
藤枝 隼人（ふじえだ はやと）
涼子の高校時代のクラスメイト。美容外科医。新たに開院する女性専門クリニックに涼子を心のケア担当カウンセラーとして引き抜きを打診する。
須田 彩夏（すた あやか）
涼子の病院に勤務する女性。笑顔が武器。作中では「アヤカ」。

## 書誌情報
- 北川みゆき 『嘘、ときどき微熱』 小学館〈フラワーコミックスα〉 全3巻
  1. 2012年12月10日発売、ISBN 978-4-09-134689-6
  2. 2013年12月10日発売、ISBN 978-4-09-135706-9
  3. 2014年12月10日発売、ISBN 978-4-09-136437-1